# 神岡鉄道
神岡鉄道株式会社（かみおかてつどう）は、かつて岐阜県飛騨市に本社を置いていた、第三セクター方式の鉄道会社である。
旧日本国有鉄道の特定地方交通線であった神岡線を引き継ぎ運営していた。鉄道事業以外に自動車整備業なども手掛けていたほか、2006年3月までは旅行業なども行っていた。

## 概要
神岡鉱山前駅近くにある神岡鉱山からの硫酸の安定輸送のため、鉄道として存続した。そのため、神岡鉱山を経営する神岡鉱業の親会社である三井金属鉱業株式会社が、株式の51%を保有する大株主だった。
1966年10月6日に開業した神岡線は、山岳地帯に建設された路線で、トンネルが全体の約6割あるため、開業当時の新聞報道では「山奥の地下鉄」と書かれた。以前は旅行者や岐阜県飛騨市から富山県富山市への通勤・通学者の交通手段として一定の地位を保っていたものの、次第に路線バスや自家用車に押されて利用者が減少し、2004年度には1日の平均利用者数が100人を下回っていた。
神岡鉱山からの硫酸輸送は、トラック輸送への切り替えにより2004年10月に終了し、当鉄道の貨物営業は同年12月31日限りで休止した。これにより、鉄道部門の収入の7割以上を占め、神岡鉄道の経営を支えてきた貨物輸送がなくなった事による経営への影響が懸念されていた。
結局、翌2005年6月29日の第115回取締役会で神岡線を2006年末限りで廃止する方針が決まり、2005年8月2日の臨時株主総会を経て、同年11月15日、国土交通省に鉄道事業廃止届が提出された。これにより翌2006年12月1日での神岡線廃止が公的にも承認された。
この間、いくつか飛騨市に経営移譲を申し入れる動きがあり、東京の旅行会社「トラベルプランニングオフィス」の代表である中尾一樹は神岡鉄道の経営権承継を求めて、大株主の三井金属鉱業を相手取り株主代表訴訟を提起したが、結局裁判を取り下げた。
その後2006年9月、飛騨市市長が定例市議会で、神岡鉄道廃止後に鉄路を不定期の観光鉄道として存続させる道を模索する意向を表明し、動向が注目された。しかし、2008年2月に行われた飛騨市長選挙で、観光鉄道化に反対する候補に現職市長が敗れ、復活は極めて困難な見通しとなった。
2007年1月16日放送のテレビ東京『日経スペシャル ガイアの夜明け』で赤字ローカル線の話題が取り上げられ、神岡鉄道最後の定期利用客が取材された。廃止時、定期券の所持者は富山市の高等学校に通う高校生1人だけであった。
なお、神岡線の廃止の際、バス路線への転換は行われなかった。

## 歴史
- 1984年（昭和59年）
  - 1月20日 - 会社設立。
  - 10月1日 - 神岡線移管[6]。
- 1998年（平成10年）1月16日 - コンテナ輸送開始。
- 2002年（平成14年）12月16日 - 奥飛騨温泉口駅の改築工事が終了[7]。本社を神岡鉱山前駅から移転[7]。
- 2004年（平成16年）
  - 8月31日 - コンテナ輸送終了。
  - 10月15日 - 濃硫酸輸送終了。
- 2005年（平成17年）
  - 1月1日 - 貨物営業休止。
  - 3月31日 - 貨物営業廃止。
  - 11月15日 - 中部運輸局に鉄道事業廃止届出を提出[8]。
- 2006年（平成18年）12月1日 - 神岡線廃止。
- 2007年（平成19年）6月30日 - 会社解散（清算人・倉橋隆弘）。

## 路線
- 神岡線：猪谷駅 - 奥飛騨温泉口駅（19.9 km[注釈 2]・第1種鉄道事業）

## 車両

### 旅客用気動車
- KM-100形 101
- KM-150形 151
  - 旅客車両は廃止時までこれら2両のみの在籍で、いずれも第三セクター転換時に導入された。

### ディーゼル機関車

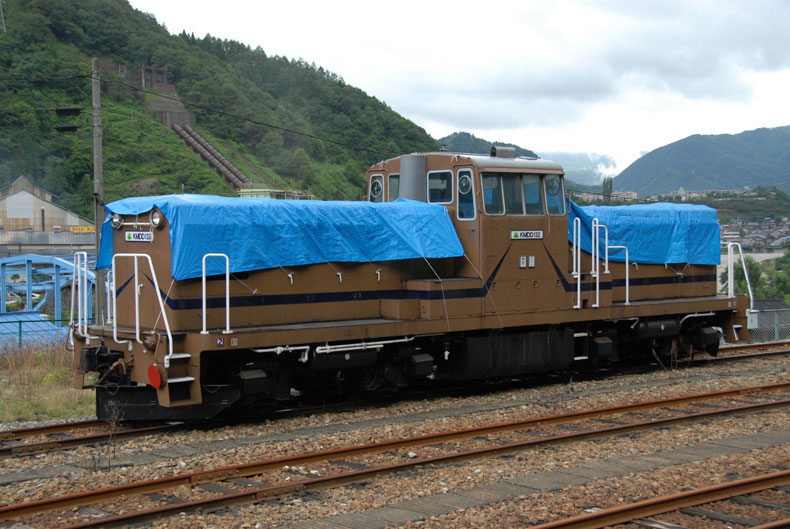
KMDD13形

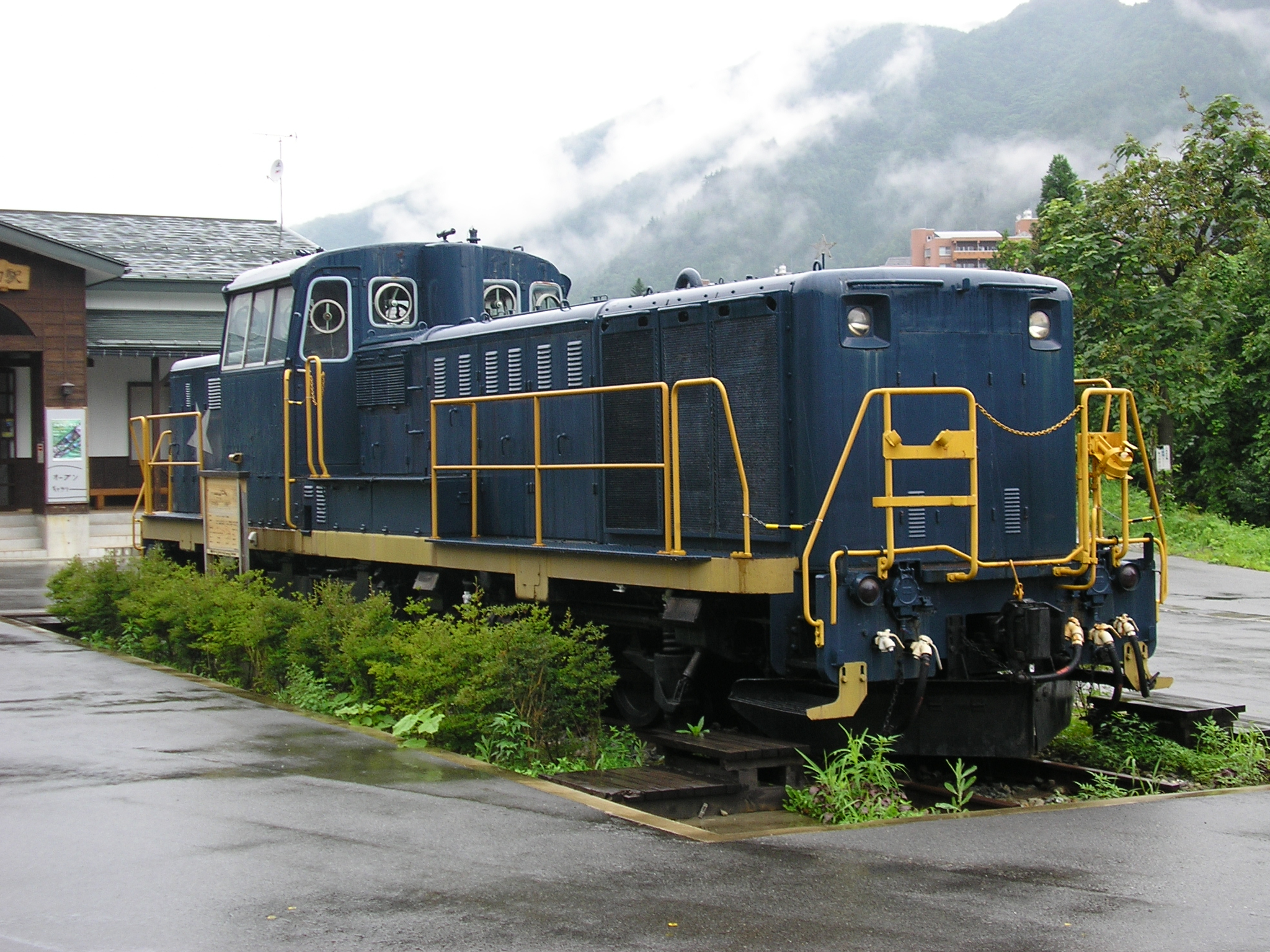
KMDE10形

貨物列車牽引用にディーゼル機関車を所有していた。
- KMDD13形
  - 1984年の第三セクター転換時に国鉄から購入したDD13形。KMDD131・KMDD132の2両が在籍。KMDD131は元200号機、KMDD132は元340号機。KMDD131は後述のKMDE101に置き換えられて廃車。KMDD132は廃止まで在籍した。
- KMDE10形
  - 1991年にJR四国から購入したDE10形で、KMDE101の1両が在籍。1996年3月16日に貨物列車の牽引機がJR貨物のDE10形に変更された後は休車となり、奥飛騨温泉口駅前で保存されていたが、2007年2月に解体された。
- DB1形
  - 除雪用モーターカーで、本線走行できるよう車籍を有していた。廃線を控えた2006年11月17日に本巣市の樽見鉄道へ貸し出され、翌年譲渡された。
- 25DL形
  - 三井金属鉱業より無償譲渡されたディーゼル機関車であり、2両（KM251・252）が存在した。KM252は神岡鉄道廃止後、中越パルプ工業高岡工場DB252として運用されている。

このほか、長良川鉄道のトロッコ列車(NTB-209形ディーゼル機関車・長良川鉄道ながら3形客車使用)が貸し出されて神岡鉱山駅 - 奥飛騨温泉口駅で運転されていたことがあった。